# Desa Teriwu
Desa Teriwu är en administrativ by i Indonesien.   Den ligger i provinsen Nusa Tenggara Timur, i den södra delen av landet, 1 700 km öster om huvudstaden Jakarta. Desa Teriwu ligger på ön Savu Island.